# 信長の野望 (初代)
『信長の野望』（のぶながのやぼう）は、1983年3月に株式会社光栄マイコンシステム（現・コーエーテクモゲームス）から発売された日本の戦国時代を題材にしたコンピューターシミュレーションゲーム。日本のゲーム市場において「歴史シミュレーション」というジャンルを確立した。「信長の野望シリーズ」の第1作。初代「信長の野望」とも。
パッケージイラストは、長興寺所蔵の紙本著色織田信長像をモチーフにしたものになっている。1995年にWindowsおよびプレイステーション、セガサターン用にリメイクされた、『信長の野望 リターンズ』についても本項で述べる。なおコーエーが携帯電話向けに行っている対戦型ウェブゲームサービスも、サブタイトルは付かない点は初代と共通するが、両者は全く違うゲームシステムである。

## 内容

### 概要
大名家の当主（織田信長または武田信玄）となり、内政で自国を富ませて軍事力を蓄え、他の勢力を合戦で討ち滅ぼすことで全国統一（中部地方と畿内の17カ国）を果たして戦国の世を終わらせるのが最終的な目的。従来の戦争シミュレーションに経済と経営の概念を取り入れ富国強兵をシミュレートした。
従来のコンピュータシミュレーションゲームは、戦術レベルで駒や陣地を取り合う将棋や囲碁のようなものだったが、本作は領国経営（全国地図＋戦略コマンド）、合戦（国別地図＋戦術コマンド）の2つの画面を切り替えながら遊ぶ。
プレイヤーは、領国に対し開墾や町づくりなどさまざまな政策を施すことによって、領内の経済を発展させ、軍資金と兵糧を確保しながら兵力を増強する。現代の会社経営にも通ずるこうした経済的な概念は一般のプレーヤーに受け入れられ、さまざまなパーソナルコンピュータやオフィスコンピュータにソフトウェアが移植され大ヒットした。1986年秋ごろから雑誌広告に熊本県全小学校納入指定ソフトの肩書が付くようになり、1990年代にもソフトベンダーTAKERUを通じてPC-9800シリーズ用（MS-DOS版）が発売されたほか、1993年発売の『信長の野望・覇王伝』の「究極セレクション」版にも同梱された。
経営の概念を取り入れた歴史シミュレーションゲームは、三國志シリーズを始めとして、後々の多くの作品に取り入れられることになり、コーエーは本作を足がかりにこの分野の代表的なブランドとしての地位を築いた。

### プログラム
開発体制としては当時のコーエーの他のゲームと同じく、社長である襟川陽一が一人でプログラムした。また、襟川が初めてシブサワ・コウを名乗って発表したゲームでもある。本作のプログラムは大半の機種がオールBASICで作成されていた。そのため、多くの機種においてプログラムの閲覧が容易で、簡単に内容を書き換えることができた。ゲームにはバグも見受けられ、PC-8001用など機種によっては、国力を極端に上げた場合にオーバーフローのエラーが生じるほか、まれに相場が0.0以下となった時に商人と取引すると除算のエラーなどでゲーム続行不能になることがある。新しいバージョンのプログラムでは国力の各数値に上限が設けられるなど改善が図られた。
裏技の性質が強いものとして、いったん年貢率を0にしてから収穫前に上げることで米収入が上がり、その米を元手に富国強兵を行うといったテクニックが当時のゲーム雑誌などに紹介された。類似のテクニックは次作『全国版』にも存在した。

### スタートまで
ゲームのロード中および開始画面は「シンプルな中にも味のある毛筆の題字」で、「兜の簡素なイラストが戦国乱世の無常さを彷彿とさせる。」（『信長の野望・烈風伝』同梱の「信長の野望シリーズの足跡」から引用）。PC-8001など低解像度の機種にこの画面はない。
2人までのマルチプレイ（対戦プレイ）が可能で、プレイヤーが担当する大名は1人プレイでは織田信長のみ。2人プレイでは1人が織田信長、もう1人が武田信玄となる。
ゲーム開始時にプレイヤーは大名の能力（IQ、健康、野心、カリスマ、運勢）をルーレット方式で決める。順にスペースキーを押すだけの単純作業とはいえ、各能力値の幅が30-110と広範囲でかつ何度でもやり直せた。
ゲームのレベル（敵の強さ）は5段階で選択する。最強の「5」では、ゲーム開始直後の最初のターンさえ回ってこないうちに隣国に攻められ、早々にゲームオーバーとなるケースも頻発する。

### ゲームの流れ
ゲーム画面は、ほぼ線画と文字と数字で構成されており、本作ではまだ国のステータス表示に大名の顔グラフィックは存在しない。音は経営、戦闘画面ともビープ音による効果音だけでBGMは一切ない。
国およびゲーム開始時（1560年春）の大名家は次の通り。
1. 能登（畠山）
2. 越後（上杉）
3. 伊豆（北条）
4. 加賀越中（本願寺）
5. 越前若狭（朝倉）
6. 飛騨（姉小路）
7. 遠江駿河（今川） ※漢字非表示機種は「遠江」がつかない
8. 三河（徳川）
9. 美濃（斎藤）
10. 大和（筒井）
11. 近江（浅井）
12. 伊賀（百地）
13. 伊勢志摩（北畠）
14. 山城（足利）
15. 摂津河内（三好）
16. 甲斐信濃（武田）
17. 尾張（織田）

領国経営は国ごとに年4回（春夏秋冬ごとに1回）ターンが訪れ、1度だけ命令を実行できる（堺の商人から借金した場合はもう1度命令可能）。コマンドの種類は富国強兵に関するものが中心で、対応機種の性能やディスク版かテープ版かでコマンドの数に違いがある（年貢率変更、借金、忍者、不戦同盟、ゲームデータセーブの有無）。
対応全機種共通のコマンドは、（兵の）移動、戦争、金・米の輸送、治水工事、開墾、兵を雇う、堺の商人と取引、兵士訓練、各国の様子、町をつくる、民・兵に与える、何もしない、以上の12種類で、商人との取引では米や武器の売買（ディスク版は借金や忍者の雇用も可）を行う。
戦争（ヘクス画面）では、兵力を分割された5つの部隊（兵力が極端に少ない場合は5部隊未満にもなる）を操作して戦う。戦争のコマンドは、移動、攻撃、降参、何もしない―の4種類。移動は1マスずつで、コマンド操作は1部隊1ターンにつき1回だけできる。
戦争中における勝利の条件は
- 敵の第1部隊が全滅する
- 敵の大将が退却する
- 敵の兵糧が底を突く
- 守備側が30日間持ちこたえる

の4つで、また、敵国に攻め込んだ時点で相手の兵力や兵糧がゼロ以下の場合も勝利となる。複数の国を持つ大名を倒すと、その大名が治めていた国すべてが自分の領国になる。
大半の機種では大将が大名なら黄色い丸（●）、その他ならばアスタリスク（*）で表示され、第1部隊は大名が率いる方が戦闘力が高い。また、部隊の位置により、城＞通れる山＞町＞平地の順に有利に戦いを進められる。

## 信長の野望 リターンズ
初代にインターフェイスなどのアレンジを加えたもので、基本的なゲームシステムはオリジナル版と同じ（17ヶ国モードのみプレイ可能で全国版は入っていない）だが、いくつか相違点を述べる。
- ポリゴンで表現された大名の顔グラフィックが常に表示されている。
  - 大名顔グラフィックは別売の光栄製の3DCGソフト・『サイクロン』シリーズで変更可能とマニュアルに記述されている。
- 音楽はCD-DAとMIDIから選択可能。CD-DA音源はオーケストラ演奏。菅野よう子作曲の、後に作られたシリーズの音楽が遡って使用されている。
  - オープニング - ゲーム開始まで：「覇王序曲」 （『信長の野望・覇王伝』より）
  - 戦略時の音楽（信長）：「天魔鬼神 上の巻」 （『信長の野望・武将風雲録』より）
  - 戦略時の音楽（信玄）：「甲斐の虎 上の巻」 （『信長の野望・武将風雲録』より）
  - 戦争画面の音楽：「破軍」 （『信長の野望・覇王伝』より）
  - 全国統一（ゲームクリア）時の音楽：「天穣無窮」 （『信長の野望・武将風雲録』より）
  - ゲームオーバー時の音楽：「陰雨蕭々」 （『信長の野望・覇王伝』より）
- セーブは5か所まで可能。